# Tera Patrick
Tera Patrick (Great Falls, 25 luglio 1976) è un'ex attrice pornografica, produttrice cinematografica e modella statunitense.

## Biografia e carriera pornografica

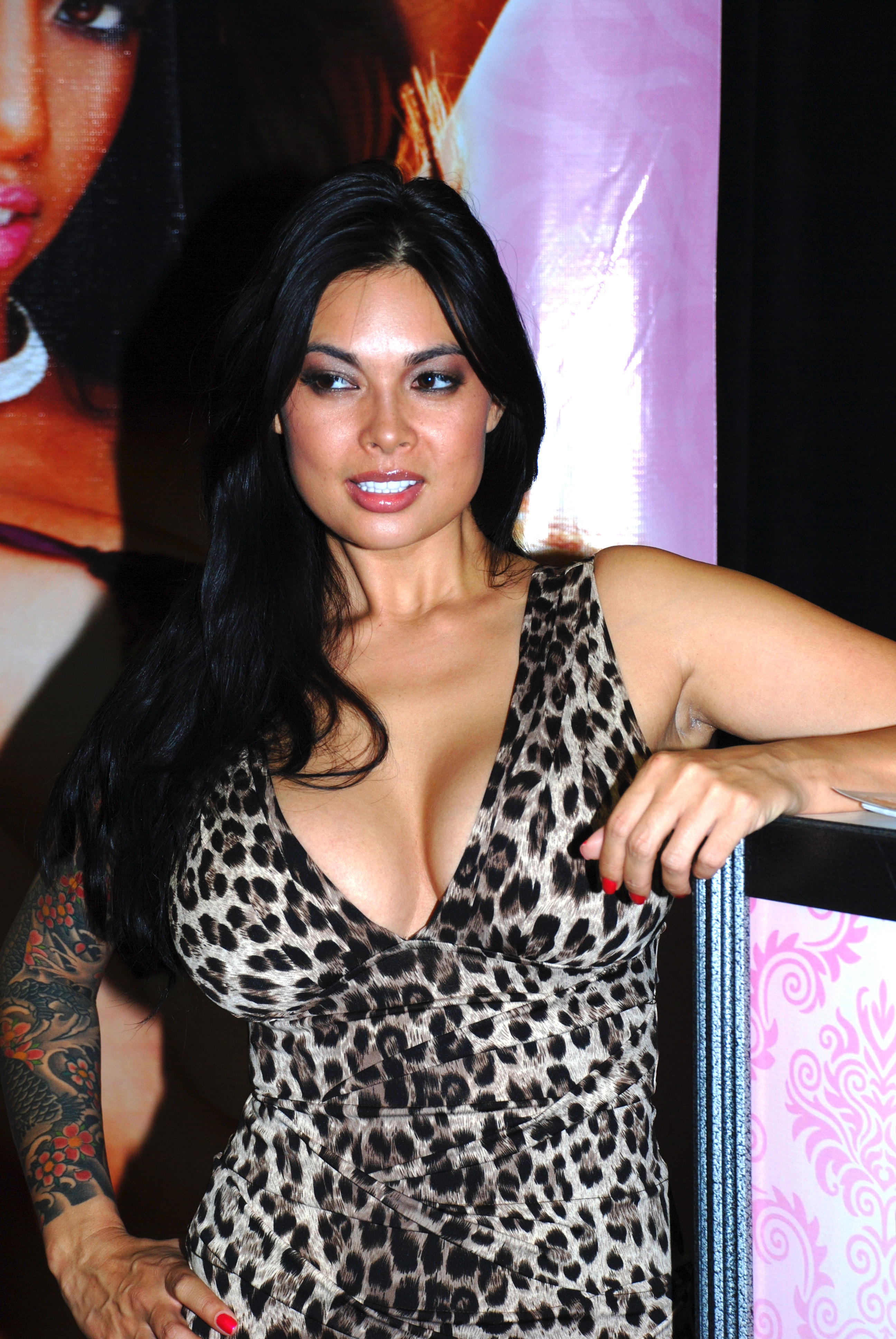
Tera Patrick nel 2009

Tera Patrick è figlia di madre thailandese e padre inglese di origine ebraica. La famiglia si è presto trasferita a San Francisco, California, dove Tera è stata cresciuta dal padre, poiché la madre è tornata poco dopo al proprio paese d'origine. All'età di 13 anni Tera viene individuata da un talent scout mentre passeggia indossando una maglietta di Ozzy Osbourne. Presto Tera firmerà un contratto con la Ford Modeling Agency lavorando per i cinque anni successivi come modella, nonostante incontrasse molte difficoltà nel trovare lavoro a causa dei propri tratti somatici eurasiatici.
Posto termine alla propria carriera di modella, Tera si dedica agli studi di microbiologia. Dopo il diploma ha lavorato come infermiera.
Abbandonato il nuovo lavoro, Tera torna a posare, questa volta nuda, e ciò la porta ad approdare all'industria dell'hard. Nel 1999 Tera è la protagonista della pellicola di Andrew Blake Aroused. Nasce così la sua fama grazie alla quale compare anche sulle riviste di Playboy e Penthouse dove diventa "Pet of the Month" e viene selezionata come "Pet of the Year".
Tera è tentata dall'idea di abbandonare l'industria nel 2000, ma l'offerta di un contratto in esclusiva con "Digital Playground" la induce a rimandare la decisione di abbandonare. Il primo lavoro sotto il nuovo contratto è il DVD interattivo "Virtual Sex with Tera Patrick". Nel 2005 Tera Patrick e Evan Seinfeld, ex cantante della band alternative metal Biohazard con cui si è sposata nel 2004, aprono la casa di produzione TeraVision. Nel 2007 lancia la propria linea di lingerie Mistress Coture e conduce la quinta edizione degli XBIZ Awards. Nel 2008 ha condotto lo spettacolo erotico - didattico di Playboy TV, School of Sex e l'edizione degli AVN Awards e, in seguito, ha abbandonato l'industria pornografica, limitandosi a gestire il proprio sito. La rivista Complex nel 2011 l'ha inserita al secondo posto tra le 50 pornostar asiatiche più famose di sempre.
Dopo aver divorziato nel 2013, Tera ha ripreso a lavorare per la casa di produzione Vivid, riapparendo come conduttrice agli XBIZ Awards. Nel 2019 è stata una delle attrice intervistate nel documentario pornografico "After Porn Ends 3". Per la sua popolarità nel settore fa parte dal 2009 della Hall of Fame degli AVN Awards.

## Vita privata
Nel 2012 è nata la sua prima figlia da Tony Acosta, un importante artista di effetti speciali di HollyWood noto per i suoi lavori in 300, L'alba dei Morti e L'uomo d'acciaio. Successivamente, ha abbandonato gli Stati Uniti e si è trasferita in Italia.

## Riconoscimenti
AVN Awards
- 2001 – Best New Starlet[12]

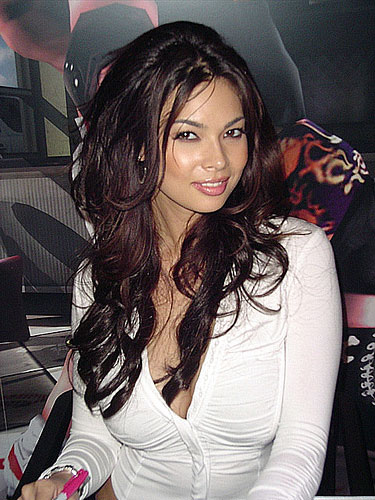
Tera Patrick

- 2002 – Best Tease Performance per Island Fever[13]
- 2009 – Hall of Fame[14]
- XBIZ Awards
  - 2009 – Crossover Star of the Year[15]
  - 2009 – ASACP Service Recognition Award[16]
- XRCO Award
  - 2001 – Starlet of the Year[17]
  - 2014 – Hall of Fame[18]
- F.A.M.E. awards
  - 2007 – Favorite Female Starlet (Fan Award)[19]
  - 2008 – Favorite Female Starlet (Fan Award)[20]
  - 2009 – Favorite Female Starlet (Fan Award)[21]
  - 2009 – Favorite Star Website (Fan Award)[22]

Altri premi
- 2000 Hot D'Or (Cannes Film Festival) – "Best New Starlet"
- 2001 Genesis Magazine – "Best New Cummer"
- 2002 Runner-up Penthouse Pet Of The Year
- Playboy Covergirl (Along with Dasha and Kira Kener)
- Star Of Playboy Nightcalls 411
- 2002 Hustler Honey
- 2005, 2004 Genesis Magazine Pornstar of The Year
- 2006 FHM 100 Sexiest Women
- 2006 VH1's Top 40 Hottest Rockstar Girlfriends & Wives
- 2006, 2005, 2004 FOXE Fan Favorite

## Filmografia
- 18 and Nasty 11 (1999)
- Aroused (1999)
- Asian Street Hookers 6 (1999)
- Asian Street Hookers 7 (1999)
- Behind the Scenes 1 (1999)
- Blind Date (1999)
- Caught in the Act (III) (1999)
- Crossroads (1999)
- Farmer's Daughters Do Beverly Hills (1999)
- Fire And Ice (1999)
- Foot Lovers Only 1 (1999)
- Gallery of Sin 1 (1999)
- Latin Fever 9 (1999)
- Loose Screw (1999)
- North Pole 11 (1999)
- Of Time And Passion (1999)
- Paradise Hotel (1999)
- Philmore Butts Cum Faced Cuties (1999)
- Pickup Lines 44 (1999)
- Pickup Lines 45 (1999)
- Pickup Lines 46 (1999)
- Please 5: Fireworks! (1999)
- Real Golden Showers 1 (1999)
- Real Sex Magazine 22 (1999)
- Real Sex Magazine 23 (1999)
- Sex Offenders 8 (1999)
- Tera Patrick AKA Filthy Whore 1 (1999)
- Tera Patrick Loves TT (1999)
- Up And Cummers 73 (1999)
- White Panty Chronicles 10 (1999)
- Angel Dust (2000)
- Ass Angels 1 (2000)
- Behind the Scenes 2 (2000)
- Behind the Scenes 3 (2000)
- Behind the Scenes 7 (2000)
- Behind the Scenes: Caribbean Undercover (2000)
- Behind the Scenes: Sex Island (2000)
- Caribbean Undercover (2000)
- Ecstasy Girls 2 (2000)
- Foot Lovers Only 2 (2000)
- Harlots of Hell (2000)
- Home A Day Early (2000)
- Island Fever 1 (2000)
- Las Vegas Revue 2000 (2000)
- My Plaything: Tera Patrick (2000)
- Nice Rack 4 (2000)
- Open Wide And Say Ahh! 6 (2000)
- Payback (2000)
- Pickup Lines 54 (2000)
- Real Female Masturbation 8 (2000)
- Sex Island (2000)
- Shades of Sex 1 (2000)
- Tera Patrick (2000)
- Up and Cummers 80 (2000)
- Video Adventures of Peeping Tom 22 (2000)
- Virtual Sex with Tera Patrick (2000)
- Wild Honey 2 (2000)
- XRCO Awards 2000 (2000)
- Ecstasy Girls Raw and Uncensored 2 (2001)
- Forbidden Tales (2001)
- Please Cum Inside Me 2 (2001)
- Tera Patrick AKA Filthy Whore 2 (2001)
- Adult Video News Awards 2002 (2002)
- Behind the Scenes 15 (2002)
- Best of the West (2002)
- Cum Shot Starlets (2002)
- Ecstasy Girls Platinum 1 (2002)
- Fluffy Cumsalot, Porn Star (2002)
- Island Fever 2 (2002)
- On The Set With Tera Patrick (2002)
- Tera Patrick Exposed (2002)
- Total Tera Patrick (2002)
- Ultimate Firsts (2002)
- Up and Cummers 100 (2002)
- Up For Grabs 1: Tera Patrick (2002)
- Virtual Harem: 9 Circles Of Pleasure (2002)
- Jaw Breakers 1 (2003)
- No Limits (2003)
- Private Reality 14: Girls of Desire (2003)
- Tera And Friends (2003)
- Award Winning Sex Scenes (2004)
- Collision Course (2004)
- Island Fever 3 (2004)
- Nuttin' Hunnies 1 (2004)
- Reign of Tera 1 (2004)
- Tera Tera Tera (2004)
- Young Cream Pies 13 (2004)
- Adult Video News Awards 2005 (2005)
- Avy Scott And Friends (2005)
- Big Tits Tight Slits 1 (2005)
- Centerfold Fetish (2005)
- Desperate (2005)
- Jack's Playground 25 (2005)
- KSEX 1: Sexual Frequency (2005)
- Appetite for Destruction (2006)
- Fashion Underground (2006)
- MILF Obsession 2 (2006)
- Sexpose' 1: Lexi Marie (2006)
- Teradise Island 1 (2006)
- Test Drive (2006)
- Ultimate Poker Babes: Adult Stars Strip-Off (2006)
- Erik Everhard Fucks Them All (2007)
- Flawless (2007)
- InTERActive (2007)
- Real Golden Showers 13 (2007)
- Reign of Tera 2 (2007)
- Where the Boys Aren't 18 (2007)
- World's Biggest Sex Show 4 (2007)
- Anabolic Superstars (2008)
- Tera Goes Gonzo (2008)
- Tera Patrick's Porn Star Pool Party (2008)
- Teradise Island 2 (2008)
- Where the Boys Aren't 19 (2008)
- Queens of Pee (2009)
- Reign of Tera 3 (2009)
- Sex in Dangerous Places (2009)
- Titanic Tits (2009)
- Adam and Eve's 40th Anniversary Collection (2011)
- Soaking Wet Solos (2011)
- This Ain't The Expendables XXX (2012)
- Adult Insider 7 (2013)
- Extreme Gagging (2013)
- Grab and Bind of Tera Patrick: The Perils of Tera (2013)
- Aroused (2014)
- Best in XXX (2014)